# Dienné
Dienné é uma comuna francesa na região administrativa da Nova Aquitânia, no departamento de Vienne. Estende-se por uma área de 16,56 km². Em 2010 a comuna tinha 579 habitantes (densidade: 35 hab./km²).